# مهدی فاتحی
مهدی فاتحی متولد (۱ فروردین ۱۳۶۱، تهران) یک گرافیست و نقاش ایرانی است.

## زندگی‌نامه
مهدی متولد ۱۳۶۱ در تهران و دانش‌آموختهٔ کارشناسی ارشد ارتباط تصویری از دانشکده هنر و معماری است. هر چند او را با پوسترهایی که برای تئاترها، گالری‌ها و رویدادهای فرهنگی و هنری طراحی کرده می‌شناسند، اما نمونه‌های شاخصی از طراحی نشانه، جلد و طراحی گرافیک کتاب نیز در مجموعه آثارش دیده می‌شود. مهدی فاتحی یکی از طراحان گرافیکی است که علی‌رغم تنوع نرم‌افزارهای دیجیتالی در خلق پوستر هنوز با تکنیک سیلک اسکرین کار می‌کند. او برنده جایزه‌های اول و دوم طراحی پوستر تئاتر از جشنواره‌های سی و پنجم، و سی و یکم تئاتر فجر، دریافت مدال برنز از هشتمین سه‌سالانه پوسترهای صحنه‌ای صوفیا، بلغارستان، برندهٔ مدال برنز در دهمین سه‌سالانهٔ بین‌المللی پوستر تویوما، ژاپن، برندهٔ بخش پوستر جشن تصویر سال نود، تقدیرشده در چهاردهمین بینال پوستر تئاتر لهستان، و دریافت بورسیه انستیتو فرانسه در پاریس. تدریس در دانشگاه سوره، دانشگاه علم و فرهنگ، دانشگاه علمی کاربردی، دانشگاه آزاد، و همین‌طور تجربه داوری در رویدادهای معتبری همچون پنجمین بینال سرو نقره‌ای، بیست و نهمین جشنواره بین‌المللی تئاتر فجر، و نمایشگاه ۲۵ سال پوستر تئاتر ایران بخش دیگری از تجربیات اوست. فاتحی در بیش از ۴۰ نمایشگاه و بینال داخلی و خارجی، در کشورهایی همچون آمریکا، لهستان، ایتالیا و فرانسه شرکت کرده، و چندین نمایشگاه انفرادی در داخل و خارج از کشور برگزار کرده‌است. او عضو انجمن صنفی طراحان گرافیک ایران، مرکز توسعهٔ هنرهای تجسمی، و عضو هیئت مؤسس انجمن طراحان پوستر تئاتر است، و در حال حاضر در استودیوی شخصی خود استودیو فا به فعالیت حرفه‌ای‌اش ادامه می‌دهد.

## جوایز
- ۱۳۹۵: برنده مدال برنز از هشتمین سه‌سالانه پوسترهای صحنه‌ای صوفیا، بلغارستان[۵]
- ۱۳۹۵: برنده جایزه اول بهترین طراحی پوستر تئاتر جشنواره‌های سی و پنجم تئاتر فجر،[۳]
- ۱۳۹۲: تقدیرشده در چهاردهمین بینال پوستر تئاتر لهستان[۸]
- ۱۳۹۱: برنده جایزه دوم بهترین طراحی پوستر تئاتر سی و یکم تئاتر فجر،[۴]
- ۱۳۹۱: برندهٔ مدال برنز در دهمین سه‌سالانهٔ بین‌المللی پوستر تویوما، ژاپن[۶]
- ۱۳۹۰: برندهٔ بخش پوستر جشن تصویر سال ۹۰[۷]
- ۱۳۸۵: تقدیرشده در چهاردهمین بینال پوستر تئاتر لهستان،[۸]